# 格雷格·奥登
格雷格·歐登（英語：Greg Oden，1988年1月22日—），生於紐約州的水牛城，前美國職業籃球運動員。
2006-07賽季效力於俄亥俄州立大學，他曾就讀於印第安納波利斯的北勞倫斯高中，在傑克．基佛教練的指導下帶領球隊連續獲得了3個州冠軍頭銜和45連勝。菜鳥年，奧登便傷了右手，但他仍是依靠左手，帶領俄亥俄州立大學殺入NCAA總決賽。到了NCAA總決賽，俄亥俄州立大學遇到的是佛羅里達大學，當時佛羅里達大學的內線有乔金·诺阿以及埃爾·霍弗德等人。即便如此，奧登還是一人完爆佛羅里達大學內線（但最終俄亥俄州立大學仍敗給了佛羅里達大學）。奧登擁有七呎五的臂展與運動能力，助跑起跳能達到38吋。 當時各家媒體都認為他將是繼俠客·歐尼爾與哈基姆·歐拉朱萬後另一個稱霸NBA內線的長人，只可惜拓荒者寄予厚望的救世主最終因傷遭到拓荒者釋出。奧登自小即有長短腿問題，造成雙腿受力不均，沒有在發現時及時治療讓奧登的籃球生涯成為悲劇。

## 球衣背號
高中：50
大學：20
NBA：52(开拓者) / 20(热火)

## NBA生涯
歐登在选秀前被外界一致认定为在2007年NBA选秀大会的头号热门，雖然凱文·杜蘭特在當年也是殺遍四方，但完全沒有撼動各隊經理對於歐登的第一指名。 2007年6月28日沒有意外，波特兰开拓者以狀元籤選擇了歐登。但隨即在2007年9月，醫生發現其膝蓋內有軟骨損傷的跡象。

### 07-08赛季
2007年10月18日，歐登在常規賽正式開賽的前10天（2007年10月28日正式開賽），在隊內訓練中不幸舊傷復發，被迫缺席整個賽季。直至常規賽結束當天，即2008年4月16日，身體才完全康復。

### 08-09赛季

#### 例行賽處女秀
這场比赛在2008年10月29日进行，是歐登進入NBA的首場例行賽，奥登率領波特蘭拓荒者作客洛杉磯湖人，奧登在這場比賽上場的時間很少，而且在比賽中受傷，導致拓荒者最終以10分之差落敗。以下是歐登的例行賽處女秀數據：

| 賽季    | 球隊   | GP | GS | MPG | FG% | 3P% | FT% | RPG | APG | SPG | BPG | PPG |
| ------- | ------ | -- | -- | --- | --- | --- | --- | --- | --- | --- | --- | --- |
| 2008–09 | 拓荒者 | 1  | 1  | 14  | 0   | 0   | 0   | 5   | 0   | 0   | 1   | 0   |

- 外帶失誤、犯規各2個。

### 13-14赛季
2013年8月7日，邁阿密與奥登簽下了一紙一年的短約。這年熱火拿下了東區冠軍，舉起獎杯時歐登的喜悅溢於言表。

#### 例行赛最佳表现比赛
- MPG 上场时间：35 min
- FG  投籃：14（命中：9）
- 3PT 三分：0
- FT  罚球：11（命中：6）
- OFF 进攻篮板：6
- DEF 防守篮板：9
- REB 篮板总数： 15
- AST 助攻：0
- STL 抄截：2
- BLK 阻攻：2
- TO 失误：1
- PF 犯规：2
- 共计：24分，15个篮板，0助攻，2次抄截，2个阻攻
- 比赛日：2009年1月19日，密尔沃基雄鹿 VS 波特兰拓荒者（85:102）

## CBA生涯
歐登在2015年與江蘇南鋼簽下了一年一百二十萬美金的合約。並向媒體表示自己在準備2016-2017年NBA的回歸。歐登在CBA首場比賽就拿下了19分24籃板4火鍋。2016年2月1日他離開了江蘇南鋼，留下了場均13分、12.6籃板與2.0火鍋的數據。

## 退休後
歐登從中國回美國後，決定接受他的籃球生涯已經結束的事實，向外界宣佈退休。他回到了母校俄亥俄州立大學繼續學業，主修體育市場管理的課程，同時也擔任學生教練的工作，協助幫忙球員。被問到是否還有機會重返聯盟，歐登回答說：「我想是已經結束了，我不會去說我後悔過什麼。我只會說希望當時的我能夠再做得更好一些。十年後我又回到了這裡，感覺起來我好像是個老人一樣。」

## NBA 生涯數據

### 例行賽
| 賽季    | 球隊   | GP  | GS | MPG  | FG%  | 3P%  | FT%  | RPG | APG | SPG | BPG | PPG  |
| ------- | ------ | --- | -- | ---- | ---- | ---- | ---- | --- | --- | --- | --- | ---- |
| 2008–09 | 拓荒者 | 61  | 39 | 21.5 | .564 | .000 | .637 | 7.0 | .5  | .4  | 1.1 | 8.9  |
| 2009–10 | 拓荒者 | 21  | 21 | 23.9 | .605 | .000 | .766 | 8.5 | .9  | .4  | 2.3 | 11.1 |
| 2013–14 | 熱火   | 23  | 9  | 9.2  | .551 | .000 | .565 | 2.3 | .0  | .3  | 0.6 | 2.9  |
| 生涯    |        | 105 | 66 | 19.3 | .547 | .000 | .658 | 6.2 | .5  | .4  | 1.2 | 8.0  |

### 季後賽
| 賽季 | 球隊   | GP | GS | MPG  | FG%  | 3P%  | FT%  | RPG | APG | SPG | BPG | PPG |
| ---- | ------ | -- | -- | ---- | ---- | ---- | ---- | --- | --- | --- | --- | --- |
| 2009 | 拓荒者 | 6  | 0  | 16.0 | .524 | .000 | .667 | 4.3 | .0  | .3  | .8  | 5.0 |
| 2013 | 熱火   | 3  | 0  | 2.3  | .000 | .000 | .000 | .3  | .3  | .3  | .0  | .0  |
| 生涯 |        | 9  | 0  | 11.4 | .524 | .000 | .667 | 4.3 | .1  | .3  | .6  | 3.3 |

## 波特兰开拓者铁三角
1.格雷格·歐登－中锋

2.拉玛库斯·阿尔德里奇－大前锋

3.布兰顿·罗伊－得分后卫